# María Elena Oddone
 (janvier 2025).
Pour les articles homonymes, voir Oddone.
María Elena Oddone est une militante argentine pour les droits des femmes et écrivaine. Figure emblématique de la deuxième vague féministe dans son pays, elle a fondé l'une des premières organisations féministes, le Mouvement de libération féminine (MLF), ainsi que l'Organisation féministe argentine (OFA) et le Tribunal de violence contre les femmes. Elle a été directrice de la revue Persona de septembre 1974 à décembre 1986. Elle est également l'auteure de La pasión por la libertad: memorias de una feminista (en français : La passion pour la liberté : mémoires d'une féministe).

## Biographie
María Elena Oddone était institutrice de profession et menait une vie confortable en tant que femme au foyer dans le quartier de Barrio Norte, mariée à un militaire. À l'âge de 42 ans, elle a découvert le féminisme à travers les œuvres d'auteures comme Simone de Beauvoir et Victoria Ocampo. Elle s'est séparée de son mari et s'est consacrée au militantisme féministe.
Elle est apparue dans des programmes de radio et de télévision et a écrit des articles dans des magazines tels que La Opinión et Claudia. Dans ce dernier, elle a critiqué une blague publiée par le magazine sur certaines féministes américaines. En conséquence, en 1972, elle a décidé de fonder le Mouvement de Libération Féminine (MLF), en prenant comme modèles les mouvements féministes américains et européens,. Sous l'égide de ce collectif, elle a également fondé la revue Persona, une publication pionnière du mouvement féministe organisé en Argentine. Comme elle l'a expliqué, ce nom faisait référence à l'identité traditionnellement niée aux femmes. La revue publiait des articles de féministes comme Kate Millett, Evelyn Reed, Susan Sontag, Juliet Mitchell et Simone de Beauvoir. Le MLF, en collaboration avec l'Union Féministe Argentine (UFA) créée par María Luisa Bemberg et Gabriela Cristeller, ainsi qu'avec des militantes urbaines de classe moyenne, particulièrement à Buenos Aires, a organisé de nombreuses activités pour sensibiliser et débattre des questions relatives aux femmes. En 1976, le gouvernement militaire a dissous l'organisation, et Oddone a dû fuir Buenos Aires pendant un certain temps.
En 1980, le gouvernement a autorisé le retour des partis politiques et des associations à leurs activités, et Oddone a repris sa présence publique. Elle a réorganisé le MLF sous un nouveau nom – l'Organisation Féministe Argentine (OFA) – et relancé la revue Persona. Avec d'autres militantes, elle s'est battue pour que les mères obtiennent les mêmes droits que les pères en matière d'autorité parentale sur leurs enfants. À cette fin, elle a formé une commission composée d'Irma Block, Victoria Mungo, Sara Torres, María Luisa Bemberg, Leonor Calvera, et d'autres. Cette commission a organisé des manifestations et lancé une campagne de collecte de signatures. En 1983, dans le but d'aider les victimes de crimes sexuels, elle a créé le Tribunal de Violence contre les Femmes, qui dénonçait les juges laissant en liberté des meurtriers et des violeurs de femmes.
Le 8 mars 1984, à l'occasion de la première Journée Internationale des Femmes depuis le retour de la démocratie dans le pays, elle a publiquement appelé à la légalisation de l'avortement, brandissant une pancarte avec le slogan : No a la maternidad, sí al placer (Non à la maternité, oui au plaisir), remettant en question l'idée selon laquelle le destin des femmes serait limité à l'éducation des enfants.

« Personne n’a besoin de nous expliquer les trois piliers sur lesquels repose l’oppression des femmes : la maternité, la sexualité et le travail domestique. »

En 1985, Oddone a rejoint le Front de Lutte pour les Femmes, mais elle a été expulsée en raison de désaccords avec l'organisation. Elle a également dû quitter d'autres groupes, comme La Place des Femmes, la Multisectorielle des Femmes, et l'Association pour la Protection de la Famille, car elle s'opposait au soutien du mouvement féministe aux Mères de la Place de Mai. Elle s'opposait également à la Loi du Conjoint, qui rendait nécessaire le partage de la pension de veuvage entre une épouse et une ex-épouse. Elle a collaboré avec des organisations homosexuelles, comme le Groupe Politique Sexuelle (GPS) et le Front de Libération Homosexuelle (FLH),. De 1989 à 1994, elle a écrit une chronique dans l'hebdomadaire El Informador Público, dénonçant des cas de violence sexiste et les manquements des systèmes judiciaire et policier.
En 2001, elle a publié son autobiographie, La pasión por la libertad: memorias de una feminista.